# Tied Up
Tied Up is een nummer van de Belgische dj The Magician uit 2017, ingezonden door de Britse zanger Julian Perretta.
Het tropical housenummer werd een klein hitje in België, met een bescheiden 33e positie in de Vlaamse Ultratop 50.